# Pormpuraaw Shire
Koordinaten: 14° 53′ S, 141° 37′ O

Das Aboriginal Shire of Pormpuraaw ist ein lokales Verwaltungsgebiet (LGA) im australischen Bundesstaat Queensland. Das Gebiet ist 4395 km² groß und hat etwa 750 Einwohner.

## Geografie
Das Shire liegt an der Westküste der Kap-York-Halbinsel im Norden des Staats am Golf von Carpentaria etwa 500 km nordwestlich von Cairns und 1810 km nordwestlich der Hauptstadt Brisbane.
Das Gebiet umfasst einen längeren Küstenabschnitt zwischen den Mündungen von Holroyd und Coleman River.
Alle sesshaften Einwohner leben in der Siedlung Pormpuraaw an der südlichen Küste der LGA in der Nähe des Chapman River.

## Geschichte
1938 wurde die Edward-River-Mission für die Aborigines in dem Gebiet gegründet. 1967 wurde sie behördlicher Verwaltung unterstellt und zwei Jahre später in Pormpuraaw umbenannt. 2004 bekam die Siedlung den Status eines Aboriginal Shire und steht seitdem unter eingeschränkter lokaler Selbstverwaltung der dort lebenden Ureinwohner.

## Verwaltung
Der Pormpuraaw Council hat fünf Mitglieder. Der Mayor (Bürgermeister) und vier weitere Councillor werden von allen Bewohnern des Shires gewählt. Die LGA ist nicht in Wahlbezirke unterteilt.